# Druckwasserreaktor

Aufbau eines Kernkraftwerks mit Druckwasserreaktor, sichtbar der Primärkreis (rot im Containment), der Sekundärkreis ins Maschinenhaus und der Tertiärkreis zum Fluss und Kühlturm

Der Druckwasserreaktor (DWR; englisch pressurized water reactor, PWR) ist ein Kernreaktor-Typ, bei dem Wasser als Moderator und Kühlmittel dient. Der Betriebsdruck des Wassers wird anders als beim Siedewasserreaktor so hoch gewählt, dass es bei der vorgesehenen Betriebstemperatur nicht siedet. Die Brennstäbe sind daher gleichmäßig benetzt, die Wärmeverteilung an ihrer Oberfläche ist ausgeglichen, und die Dampfphase mit ihrer besonderen Korrosionswirkung entfällt. Die gleichmäßige Wärmeverteilung bewirkt ein ruhiges Regelverhalten bei guter Ausnutzung der freiwerdenden Energie.
Das im Reaktorkern erhitzte Wasser (Primärkreislauf) gibt in einem Dampferzeuger seine Wärme an einen getrennten Wasser-Dampf-Kreislauf ab, den Sekundärkreislauf. Der Sekundärkreislauf ist frei von Radioaktivität aus Abrieb und Korrosionsprodukten, was z. B. die Wartung der Dampfturbine wesentlich erleichtert.
Meist wird leichtes Wasser (H2O) als Kühlmedium für die Brennstäbe, also als Transportmedium für die gewonnene Wärmeenergie, verwendet. Diese Reaktoren gehören daher zu den Leichtwasserreaktoren. Weltweit gibt es nach Angaben der Internationalen Atomenergie-Organisation rund 300 (von 409) dieser Reaktoren bzw. Kraftwerke (Stand 2023). Die Verwendung von schwerem Wasser (D2O) ist auch möglich, wird aber nur bei etwa 10 Prozent aller Reaktoren weltweit eingesetzt (siehe Schwerwasserreaktor). Insgesamt sind Druckwasserreaktoren weltweit der häufigste Reaktortyp; sie haben einen Anteil von über 2/3 an der gesamten nuklearen Stromerzeugung.

## Geschichte
Erfinder des Druckwasserreaktors war Alvin Weinberg Anfang der 1950er Jahre. Als Vorläufer und Ideengeber nennt Weinberg die zwei Entwicklungsrichtungen, dabei die Erkenntnisse aus Wigners „Thorium-Konverter“ und aus den Experimenten der „Clinton exponential experiments“.
Der erste teil-kommerziell betriebene Druckwasserreaktor befand sich im Kernkraftwerk Shippingport in den USA. Er nahm 1957 den Betrieb auf. Die Entwicklung und Erprobung beruhte auf Vorarbeiten der US-amerikanischen Marine für Schiffsantriebe. Das Ziel war es, die U-Boot-Flotte der US Navy weiterzuentwickeln. Die ersten Reaktoren waren die „Submarine Thermal Reactors“ (STR). Das Programm „Navel Reactors Programme“ wurde von Admiral Hyman G. Rickover geleitet. Auch die Flugzeugträger der Nimitz-Klasse wurden damit bestückt.
In Europa wurden die ersten PWRs von Westinghouse in den 1950ern erbaut:
- Trino, Italien
- BR-3, Belgien
- Chooz, Frankreich

Ab den 1960er Jahren konnte die Leistung auf über 500 MWe gesteigert werden. Unter Lizenzen von General Electric und Westinghouse hat man sowohl in Frankreich, als auch in Deutschland durch die Unternehmen Siemens, Allgemeine Electricitäts-Gesellschaft (AEG) und die Kraftwerk Union (KWU) angefangen, PWRs zu bauen. Ausführungen des Druckwasserreaktors sind zum Beispiel der von Siemens in den 1980er Jahren in Deutschland gebaute Konvoi, der von Framatome in Frankreich gebaute N4 und der sowjetische bzw. russische WWER.
Die neueste PWR-Produktlinie von europäischen Herstellern sind die Europäischen Druckwasserreaktoren (EPR), eine Weiterentwicklung der Konvoi- und N4-Kernreaktoren. Das neueste KKW (Stand 2023) in Europa ist Olkiluoto (Finnland).
PWRs machen weltweit mehr als 2/3 (Stand Ende 2021, laut WNA: 302 Reaktoren von 436) aller operativen Kernreaktoren zur Stromerzeugung aus.

## Technische Beschreibung

### Primärkreislauf

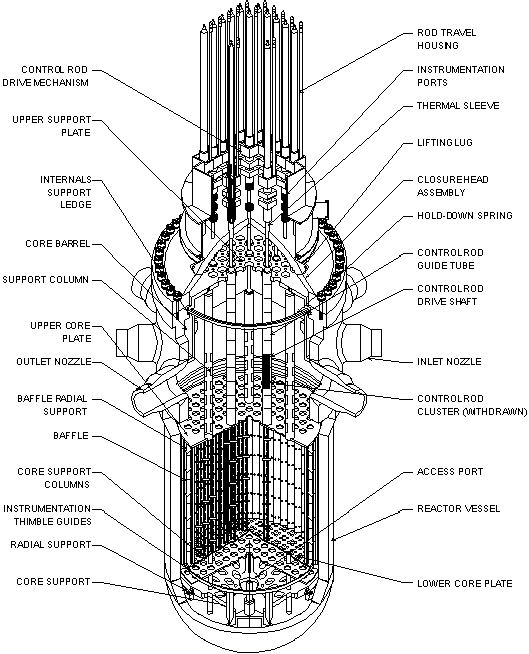
Reaktorbehälter mit angedeutetem Kern eines DWR

Dem Kühlmittel Wasser wird eine veränderliche Menge an Borsäure zugesetzt. Bor ist ein wirksamer Neutronenabsorber; durch die Borsäurekonzentration kann daher die Leistung des Reaktors langsam geregelt und dem allmählichen Abbrand des Brennstoffs angepasst werden. Die Steuerstäbe dienen zur schnellen Leistungsregelung und Lastanpassung. Eine automatische Leistungsstabilisierung ergibt sich aus der physikalischen Abhängigkeit der Reaktivität von Brennstoff- und Kühlmitteltemperatur, denn eine Temperaturerhöhung im Reaktor bedeutet:
- erhöhte Brennstofftemperatur: Dadurch steigt die Neigung des durch thermische Neutronen nicht spaltbaren Uranisotops 238, diese Neutronen zu absorbieren (siehe Dopplerkoeffizient).
- erhöhte Kühlmitteltemperatur, geringere Dichte: Dadurch verringert sich die Moderationswirkung des Kühlmittels, so dass weniger thermische Neutronen zur Spaltung von Uran-235-Kernen zur Verfügung stehen.

Durch diese Effekte verringert sich die Reaktivität und somit die Leistung des Reaktors.
Das Kühlmittel wird im Primärkreislauf unter erhöhtem Druck von bis zu 160 bar durch den Reaktorkern geleitet, wo es die durch Kernspaltung erzeugte Wärme aufnimmt und sich auf bis zu 330 °C erwärmt. Von dort aus fließt es in die Dampferzeuger, welche als Rohrbündelwärmeüberträger ausgeführt sind. Nach der Übertragung der Wärme wird das Kühlmittel durch Kreiselpumpen zurück in den Reaktorkern gepumpt. Daraus ergibt sich als Vorteil gegenüber dem Siedewasserreaktor, dass das Kühlmittel, das immer etwas radioaktiv verunreinigt ist, sich ständig innerhalb des Containments befindet. Daher sind im Maschinenhaus keine Strahlenschutzmaßnahmen notwendig.
Um eine möglichst gleichmäßige radiale Temperaturverteilung zu erzielen, erfolgt die Erstbeladung mit Brennelementen mit von innen nach außen steigendem Anreicherungsgrad. Nach Ende des ersten Brennstoffzyklus (etwa 1 Jahr) wird jeweils nur das äußere Drittel des Inventars durch neue Brennelemente ersetzt, die im Laufe der folgenden Zyklen von außen nach innen umgesetzt werden.
Neben diesem Ziel der gleichmäßigen radialen Leistungsdichteverteilung kann durch andere Kernbeladungen entweder der Abbrand der Brennelemente erhöht werden oder ein geringerer Neutronenfluss in der Nähe der Wand des Reaktordruckbehälters erreicht werden.

### Sekundärkreislauf
Das Wasser im Sekundärkreislauf steht unter einem Druck von etwa 70 bar, weshalb es an den Heizrohren der Dampferzeuger erst bei 280 °C verdampft. In einem Kernkraftwerksblock der in Deutschland üblichen elektrischen Leistung von 1400 MW beträgt die dabei entstehende Dampfmenge für alle Dampferzeuger zusammen etwa 7000 Tonnen pro Stunde. Der Wasserdampf wird über Rohrleitungen in eine Dampfturbine geleitet, die über den angekoppelten Generator elektrischen Strom erzeugt. Danach wird der Dampf in einem Kondensator niedergeschlagen und als Wasser mit der Speisepumpe wieder den Dampferzeugern zugeführt.
Der Kondensator wiederum wird mit Kühlwasser, meist aus einem Fluss, gekühlt. Je nach Anfangstemperatur und Wasserführung des Flusses muss dieses Kühlwasser, bevor es in den Fluss zurückgeleitet wird, seinerseits wieder abgekühlt werden. Zu diesem Zweck wird ein Teil des Kühlwassers in einem Kühlturm zum Verdunsten gebracht. Dadurch entstehen bei manchen Wetterlagen weiße Wolken über den Kühltürmen.
Druckwasserreaktoren besitzen einen Wirkungsgrad von 32–36 % (wenn man die Urananreicherung mitrechnet), also sehr ähnliche Werte wie ein KKW des Typs Siedewasserreaktor. Der Wirkungsgrad ließe sich um einige Prozentpunkte steigern, wenn man die Dampftemperatur wie bei Kohlekraftwerken auf über 500 °C steigern könnte. Die maximale Temperatur des Primärkühlmittels ist durch das verwendete Prinzip des unterkühlten Siedens auf Temperaturen unterhalb des kritischen Punktes begrenzt und somit sind derartige Frischdampftemperaturen bei einem konventionellen Druckwasserreaktor nicht realisierbar.

### Sicherheitsbehälter
Der Reaktordruckbehälter eines Druckwasserreaktors ist von einem oder mehreren ineinander geschachtelten Sicherheitsbehältern (Containments) umgeben. Die Sicherheitsbehälter haben keine betriebliche Funktion, sondern dienen dem Abschluss verschiedener Betriebsbereiche gegeneinander und nach außen.
Bei den in der Auslegung (siehe Auslegungsstörfall) berücksichtigten normalen oder besonderen Betriebszuständen beschränken die inneren Sicherheitsbehälter den Austritt von radioaktivem Dampf oder radioaktivem Gas auf möglichst kleine Mengen. Die äußeren Sicherheitsbehälter sollen eine Fremdeinwirkung von außen auf den Reaktor verhindern. Die Sicherheitsbehälter werden nach theoretischen Modellen für die jeweiligen Betriebszustände ausgelegt. Jeder Sicherheitsbehälter ist für einen bestimmten maximalen Druck von innen und für eine bestimmte maximale Einwirkung (Impulsbelastung) von außen bemessen.
Ältere KKW besaßen lediglich ein Betriebsgebäude, das Wettereinwirkung auf die Anlage verhindert, aber keinen Abschluss gegen Dampfaustritt, keinen Schutz gegen explosionsartig erhöhten Druck oder gegen Aufprall eines Flugkörpers bietet. Solche Anlagen sind heute (2016) in Westeuropa nicht mehr in Betrieb.

## Lastfolgebetrieb
Die Fähigkeit zum Lastfolgebetrieb war für die meisten deutschen Kernkraftwerke (KKW) ein konzeptbestimmendes Auslegungskriterium. Daher sind die Kernüberwachung und die Reaktorregelung schon beim Entwurf der Reaktoren so ausgelegt worden, dass keine nachträgliche Ertüchtigung der Anlagen für den Lastfolgebetrieb nötig ist. Die bayerische Staatsregierung antwortete auf Anfrage, dass alle bayerischen KKW für den Lastfolgebetrieb ausgelegt sind. Deutsche DWR, die im Lastfolgebetrieb gefahren wurden, sind z. B.: Emsland, Grafenrheinfeld, und Isar 2.
Für deutsche DWR werden als Minimalleistung 20, 45 oder 50 % der Nennleistung angegeben, als Leistungsgradienten 3,8 bis 5,2 oder 10 % der Nennleistung pro Minute. Bei Leistungserhöhungen und Leistungsreduzierungen sind Laständerungen von 50 % der Nennleistung in einer Zeit von maximal einer Viertelstunde möglich. Eine noch höhere Lastfolgefähigkeit besteht oberhalb von 80 % der Nennleistung mit Leistungsgradienten bis zu 10 % der Nennleistung pro Minute.
Für das KKW Isar 2 wurden folgende Leistungsgradienten im Betriebshandbuch festgelegt: 2 % pro Minute bei Leistungsänderungen im Bereich von 20 bis 100 % der Nennleistung, 5 % pro Minute im Bereich von 50 bis 100 % der Nennleistung und 10 % pro Minute im Bereich von 80 bis 100 % der Nennleistung.
Die Leistungsregelung beim DWR erfolgt durch das Aus- und Einfahren von Steuerstäben. Der DWR verfügt dafür über zwei Arten von Steuerstäben: Steuerstäbe, die der Leistungsregelung dienen (D-Bank) und Steuerstäbe, die im Leistungsbetrieb immer an einer möglichst hohen Position im Kern verharren und damit als Abschaltreserve dienen (L-Bank). Für eine Leistungsanhebung ist der Leistungsgradient unter anderem durch die zulässige Leistungsdichte im Reaktorkern begrenzt. Eine Leistungsabsenkung ist praktisch in jeder gewünschten Geschwindigkeit möglich.
Die Steuerstäbe werden beim DWR von oben in den Reaktorkern eingefahren, während dies beim Siedewasserreaktor von unten erfolgt. Sie werden elektromagnetisch in einer Position oberhalb des Reaktorkerns gehalten. Im Falle einer Reaktorschnellabschaltung fallen die Steuerstäbe des DWR durch die Schwerkraft in den Kern ein.
Das Verhalten des Reaktorkerns bei Lastwechseln wird durch verschiedene Faktoren wie z. B. Brennstofftemperatur, Kühlmitteltemperatur, Kühlmitteldichte, Konzentration von 135Xenon (siehe Xenonvergiftung) und andere Parameter bestimmt.

## Vor- und Nachteile
Die Aufzählung der Vor- und Nachteile erfolgt in erster Linie im Vergleich zu anderen Reaktortypen (nicht grundsätzlich im Vergleich zu Alternativen zur Kernspaltung als solcher) und hebt auf grundlegend technologisch bedingte Aspekte ab, nicht auf Aspekte die in Designentscheidungen bei gewissen Reaktorbaulinien begründet sind.

### Vorteile
- Wasser ist ein durchsichtiges, ungiftiges, chemisch wenig reaktives Kühlmittel, welches bei Umgebungstemperatur flüssig ist. Dies erleichtert Wartung und Inspektion
- Druckwasserreaktoren sind die am weitesten verbreitete Bauform, wodurch vergleichsweise viele Lieferanten für neue Anlagen und Teile global verfügbar sind
- Der primäre Kühlkreislauf ist nie in direktem Kontakt mit der Turbine, was die Turbine zum „nicht nuklearen“ Bauteil macht, und deren Wartung oder Ersatz erheblich vereinfacht
- Der Dampfblasenkoeffizient ist stark negativ – wenn Kühlwasser im Primärkreislauf zu Dampf wird, sinkt die Leistung aus physikalischen Gründen sofort stark ab
- Der Reaktorkern ist sehr kompakt, das macht DWRs zum bevorzugten Design für nuklear angetriebene Schiffe und U-Boote
- Trotz seiner Transparenz für sichtbares Licht ist Wasser vergleichsweise gut in der Abschirmung von Gammastrahlen und Bremsstrahlung, welche von Betateilchen erzeugt wird. Auch der Effekt von Neutronenstrahlung wird durch Wasser verringert, da schnelle Neutronen moderiert werden
- Der erreichbare Abbrand mit niedrig angereichertem Brennstoff ist vergleichsweise hoch, so dass üblicherweise nur alle 18–24 Monate ein Austausch von einem Viertel bis einem Drittel der Brennelemente nötig ist. Dies wird üblicherweise mit Wartung und Inspektion kombiniert, welche ohnehin den Stillstand des Betriebs erforderlich machen. In modernen DWRs können daher Kapazitätsfaktoren von 90 % und mehr erzielt werden
- Mehrere hundert Reaktoren dieser grundsätzlichen Bauform waren über Jahrzehnte im Betrieb, was immense Mengen an Daten über Eigenschaften und Verhalten dieser Reaktoren in vielerlei denkbaren Szenarien bietet – bei weniger verbreiteten Reaktoren existiert kein derart reicher Erfahrungsschatz aus dem realen Betrieb
- Unter dem Einfluss von Neutronenstrahlung können sich so genannte „Aktivierungsprodukte“ bilden, wenn ein nicht radioaktives Nuklid durch Einfang eines Neutrons zu einem radioaktiven Nuklid wird. Wasser „produziert“ dabei sowohl aufgrund niedriger Einfang-Wirkungsquerschnitte als auch weil es größtenteils aus Isotopen besteht, welche auch nach Aufnahme eines Neutrons noch ein stabiles Isotop sind, wenig radioaktive Einfangprodukte. Dazu kommt, dass Tritium und Sauerstoff-18 verhältnismäßig kurzlebig sind.
- Die Verwendung von Thorium als „Brennstoff“ wurde sowohl im Kernkraftwerk Shippingport als auch im Kernkraftwerk Obrigheim praktisch demonstriert. Die Verwendung von Thorium ist in vielen Reaktoren denkbar, jedoch existiert bisher wenig praktische Erfahrung damit. Thorium ist in der Erdhülle häufiger als Uran und besteht fast ausschließlich aus dem gewünschten Isotop 232Th – anders als Uran, dessen Isotop 238U – obwohl über 99 % der Masse von Natururan und immer noch über 90 % der Masse des Brennstoffs ausmachend – einen verhältnismäßig kleinen Beitrag (je nach Abbrand rund ein Drittel über die „Erbrütung“ von 239Pu mit anschließender Spaltung) zur Energiegewinnung in Druckwasserreaktoren beisteuert. Thorium fällt in großen Mengen als Koppelprodukt der Gewinnung von seltenen Erden aus Mineralien wie Monazit an und hat derzeit nur wenige Anwendungen.

### Nachteile
- Für den Betrieb als Natururanreaktor ist schweres Wasser erforderlich, welches teuer und in der Produktion energieintensiv ist. Daher ist zumeist Urananreicherung erforderlich, welche teuer und energieintensiv ist.
- Der Betriebsdruck ist höher als bei allen anderen bisher gebauten Reaktortypen. Lediglich die bisher nur als Konzept existierenden Reaktoren mit überkritischem Wasser als Kühlmittel müssten einen höheren Druck erreichen. Der Betriebsdruck von DWRs ist höher als der  kritische Druck des ebenfalls als Kühlmittel/Moderator denkbaren Kohlendioxid. Hohe Drücke stellen hohe Anforderungen an das Material und sind eine mögliche Gefahr im Falle eines Unfalls.
- Die Betriebstemperatur kann nicht oberhalb der kritischen Temperatur von Wasser liegen. Dies limitiert physikalisch zwangsläufig den erreichbaren Carnot-Wirkungsgrad und die Temperatur etwaiger ausgekoppelter Prozesswärme. Zwar schneidet der Siedewasserreaktor in diesem Punkt noch schlechter ab, jedoch erzielen gasgekühlte Reaktoren sowie Flüssigsalzreaktoren üblicherweise deutlich höhere Betriebstemperaturen
- Zwar ist durch Wiederaufarbeitung und Herstellung von MOX-Brennelementen eine teilweise Schließung des Brennstoffkreislaufes Stand der Technik, jedoch wird ein Großteil der im Uran-238 (über 99 % der Masse von Natururan) enthaltenen Energie auch in diesem Fall nicht genutzt, da mehrfache Wiederaufarbeitung aufgrund der Zunahme des Anteils nicht-spaltbarer Plutonium-Isotope nicht unbegrenzt möglich ist.
- Die Menge des Wassers im Primärkühlkreislauf ist nicht ausreichend, die Nachzerfallswärme ohne Pumpen o. ä. abzuführen. Dies kann im schlimmsten Fall Stunden oder Tagen nach Ausfall der Stromversorgung zur Kernschmelze führen. Moderne Designs wie der EPR begegnen diesem Problem mit einem so genannten „Core-Catcher“, welcher die Auswirkungen einer eventuellen Kernschmelze erheblich verringern soll.

### Fachartikel
- J.C. Van Duysen, G. Meric De Bellefon: 60th Anniversary of electricity production from light water reactors: Historical review of the contribution of materials science to the safety of the pressure vessel. In: Journal of Nuclear Materials. Band 484, Februar 2017, S. 209–227, doi:10.1016/j.jnucmat.2016.11.013 (englisch).

### Fachbücher
- J. G. Collier: Light water reactors. In: W. Marshall (Hrsg.): Volume 1: Reactor technology (= Nuclear power technology). 1 v. 3. Clarendon Press ; Oxford University Press, Oxford 1983 (englisch).
- Sergei B. Ryzhov u. a.: VVER-Type Reactors of Russian Design. In: Dan Gabriel Cacuci (Hrsg.): Handbook of Nuclear Engineering. Springer US, Boston, MA 2010, ISBN 978-0-387-98130-7, S. 2249–2320, doi:10.1007/978-0-387-98149-9_20 (englisch).
- Martin Volkmer: Kernkraftwerke. In: Kernenergie Basiswissen. Deutsches Atomforum (KernD), 2013.
- Albert Ziegler, Hans-Josef Allelein (Hrsg.): Reaktortechnik. Springer Berlin Heidelberg, Berlin, Heidelberg 2013, ISBN 978-3-642-33845-8, doi:10.1007/978-3-642-33846-5.
- Yoshiaki Oka, Sadao Uchikawa, Katsuo Suzuki: Light Water Reactor Design. In: Yoshiaki Oka (Hrsg.): Nuclear Reactor Design (= An Advanced Course in Nuclear Engineering). Band 2. Springer Japan, Tokyo 2014, ISBN 978-4-431-54897-3, S. 127–229, doi:10.1007/978-4-431-54898-0_3 (englisch).
- IAEA: Advanced Large Water Cooled Reactors. 2020 Edition Auflage. IAEA, Vienna 2020 (englisch, iaea.org [PDF]).
- Serge Marguet: The Technology of Pressurized Water Reactors: From the Nautilus to the EPR. Springer International Publishing, Cham 2022, ISBN 978-3-03086637-2, doi:10.1007/978-3-030-86638-9 (englisch).